# Araneus celebensis
Araneus celebensis là một loài nhện trong họ Araneidae.
Loài này thuộc chi Araneus. Araneus celebensis được Anna Maria Sibylla Merian miêu tả năm 1911.